# Hřib vonný
Hřib vonný (Lanmaoa fragrans (Vittad.) Vizzini, Gelardi et Simonini 2015) je vzácná teplomilná houba z čeledi hřibovitých. Původně byl řazen do sekce Fragrantes rodu Boletus. Pro nechutnost je považován za nejedlý.

## Synonyma
- Boletus fragrans Vittad.[1] 1835[2]
- Leccinum fragrans (Vittad.) Šutara 1989[2]
- Xerocomus fragrans (Vittad.) Konrad et Maublanc[1]
- hřib křehký[3]
- hřib vonný[1]

## Taxonomie
Hřib vonný popsal roku 1835 italský mykolog Carlo Vittadini. V Českých zemích byl po dlouhou dobu hřib vonný ztotožňován s hřibem skvrnitým, případně hřibem plavým. Historické nálezy tohoto taxonu na českém území jsou proto značně nespolehlivé. Hřib skvrnitý pod názvem hřibu vonného uvádí ve svých publikacích František Smotlacha. Velenovský uvedl popis Smotlachy a sám se od popisu tohoto druhu distancoval. Pod názvem hřibu vonného pak hřib plavý uvádí Jan Macků.

## Vzhled

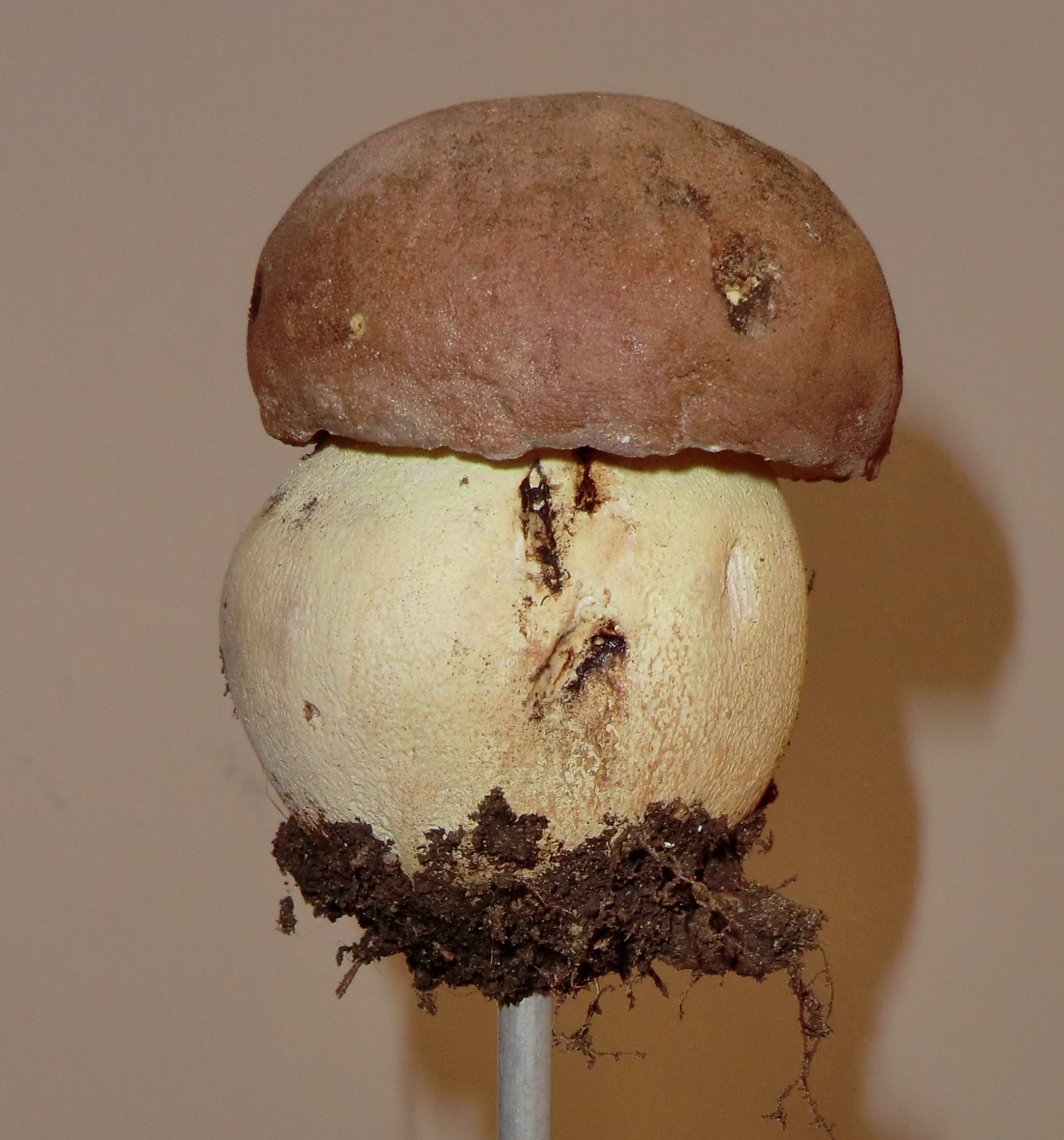
Hřib vonný - model

### Makroskopický
Klobouk dosahuje 60 - 135 (160) milimetrů, u mladých plodnic je polokulovitý s podhrnutým okrajem, později klenutý, nakonec poduškovitý. Zbarvený může být v odstínech čokoládově hnědé, kakaově hnědé, rezavohnědé nebo kaštanově hnědé.
Rourky jsou jen 7 - 12 milimetrů dlouhé, zprvu světle žluté, později syté, nakonec žlutoolivové. Na řezu modrají. Póry jsou v mládí zbarvené jako rourky, ve stáří může mít žlutá barva okrový nebo nahnědlý nádech. Na otlacích modrají.
Třeň je v mládí vřetenovitý, později kyjovitý až válcovitý, na bázi užší. Postrádá síťku, je žlutě zbarvený, ve spodní polovině narezavělý, nahnědlý případně červenohnědý nebo takto tečkovaný.
Dužnina má v klobouku a vrchní části třeně bělavé zbarvení, níže je bledě až sytě žlutá. Voní slabě ovocně, chutná nakysle. Celkově se názory na chuť různí, i přesto, že někteří autoři zmiňují odpornou nebo hořkou chuť, uvádějí jiní, že jde o dobrou jedlou houbu. Bez ohledu na chuťové vlastnosti nemá hřib vonný houbařský význam (je velmi vzácný).

### Mikroskopický
Výtrusy dosahují (9,5) 10 - 13,5 (15) × 4 - 5 μm, mají hladký povrch a jsou elipsovitě válcovité až elipsovitě vřetenovité.

## Výskyt
Hřib vonný roste v teplých lesích nížin. Je mykorhizním symbiontem dubů, především druhů dub korkový (Quercus suber), dub pýřitý (Quercus pubescens), dub cer (Quercus cerris), dub zimní (Quercus petraea), dub cesmínovitý (Quercus ilex) a vzácně i jiných listnáčů. Plodnice tvoří od června do října.

## Rozšíření
Roste v Severní Americe (USA) a Evropě. Ve střední Evropě je velmi vzácný, ve středomoří běžnější. Výskyt byl popsán v následujících evropských zemích: Dánsko, Francie (i Korsika), Gibraltar, Itálie, Portugalsko, Rakousko, Slovensko, Slovinsko, Spojené království (plus ostrov Man), Španělsko.
Na území České republiky nebyl hřib vonný dosud spolehlivě doložen. Přesto nelze s ohledem na jeho výskyt v pohraničních oblastech Slovenska možnost nálezu v České republice vyloučit.

## Ochrana
Na Slovensku je zákonem chráněný. Případné nálezy v České republice je vhodné hlásit a dokladovat mykologickým pracovištím.